# Gabrielle Goodman
Gabrielle Goodman (* 1964 in Baltimore) ist eine amerikanische Sängerin des Modern Jazz.
Goodman sang bereits als Kind in Gospelchören, bevor sie am Peabody-Konservatorium ihrer Heimatstadt studierte. Zunächst trat sie mit ihren Brüdern auf, arbeitete aber auch mit Gary Bartz und mit Norman Connors. Seit 1985 arbeitete sie als Begleitsängerin von Roberta Flack, mit der sie 1992 auf dem Newport Jazz Festival gastierte. 1993 war sie mit Chaka Khan auf Asientournee. Sie begann dann eine Solokarriere, spielte mit Musikern wie Gary Thomas, Kevin Eubanks, Mulgrew Miller oder Terri Lyne Carrington erste Alben ein und trat 1994 beim Montreux Jazz Festival auf. Weiterhin war sie im Duo mit Wolfgang Muthspiel und mit der Broadway-Tournee „Forever Swing“ unterwegs und trat als Gastsolistin mit den Boston Pops auf.
Goodman, die auch als Gesangslehrerin arbeitet und eine Professur am Berklee College of Music innehat, wurde für ihren Text für den Chaka-Khan-Hit „You Can Make the Story Right“ mit dem ASCAP-Award ausgezeichnet.

## Diskographische Hinweise
- Travellin’ Light
- Until We Love
- Angel Eyes

## Lexigraphische Einträge
- Martin Kunzler: Jazz-Lexikon. Band 1: A–L (= rororo-Sachbuch. Bd. 16512). 2. Auflage. Rowohlt, Reinbek bei Hamburg 2004, ISBN 3-499-16512-0.